# Le Coup du lapin (film, 1967)
Pour les articles homonymes, voir Coup du lapin (homonymie).
Pour plus de détails, voir Fiche technique et Distribution.
Le Coup du lapin (Danger Route) est un film d'espionnage britannique de Seth Holt sorti en 1967.
C'est une adaptation du roman L'Éliminateur (The Eliminator) de Christopher Nicole publié en 1966.

## Synopsis
Pendant la guerre froide, un agent secret britannique est envoyé pour tuer un transfuge soviétique détenu par la CIA en Angleterre, mais la mission apparemment simple se transforme en une bataille rangée entre agents doubles.

## Fiche technique
Sauf indication contraire, les informations mentionnées dans cette section peuvent être confirmées par la base de données cinématographiques IMDb,  présente dans la section « Liens externes ».
- Titre français : Le Coup du lapin[1]
- Titre original britannique : Danger Route
- Réalisation : Seth Holt
- Scénario : Meade Roberts, Robert Banks Stewart d'après le roman L'Éliminateur (The Eliminator) de Christopher Nicole publié en 1966.
- Photographie : Harry Waxman
- Montage : Oswald Hafenrichter
- Musique : John Mayer, chanson-thème interprétée par Lionel Bart
- Production : Max Rosenberg, Milton Subotsky, Ted Wallis
- Sociétés de production : Amicus Productions
- Pays de production :  Royaume-Uni
- Langue originale : anglais
- Format : Couleur - Son mono
- Durée : 91 minutes
- Genre : Film d'espionnage
- Dates de sortie :
  - Royaume-Uni : 16 novembre 1967 (Londres)
  - France : 8 novembre 1968

## Distribution
- Richard Johnson : Jonas
- Barbara Bouchet : Mari
- Carol Lynley : Jocelyn
- Maurice Denham : Ravenspur
- Sylvia Syms : Barbara Canning
- Diana Dors : Rhoda